# Ideoblothrus baloghi
Ideoblothrus baloghi är en spindeldjursart som först beskrevs av Volker Mahnert 1978.  Ideoblothrus baloghi ingår i släktet Ideoblothrus och familjen spinnklokrypare. Inga underarter finns listade i Catalogue of Life.